# Nephrodium gueintzianum
Nephrodium gueintzianum là một loài dương xỉ trong họ Dryopteridaceae. Loài này được Hieron. mô tả khoa học đầu tiên năm 1900.
Danh pháp khoa học của loài này chưa được làm sáng tỏ. 